# Nikolaus Friedreich
Nikolaus Friedreich (Würzburg, 1º  luglio 1825 – Heidelberg, 6 luglio 1882) è stato un patologo e neurologo tedesco.

## Biografia
Suo padre era lo psichiatra Johann Baptist Friedreich (1796-1862), e suo nonno era il patologo Nicolaus Anton Friedreich (1761-1836), che viene ricordato per la sua precoce descrizione di paralisi facciale idiopatica, che in seguito sarebbe stato conosciuto come paralisi di Bell. Nella prima parte della sua carriera studiò e praticò medicina presso l'Università di Würzburg sotto la guida di uomini noti, come il fisiologo Albert von Kölliker e il patologo Rudolf Virchow. In seguito divenne professore di anatomia patologica a Würzburg, poi nel 1858 fu nominato professore di patologia e terapia presso l'Università di Heidelberg, dove rimase per il resto della sua carriera. Alcuni dei suoi allievi più noti e assistenti furono Adolf Kussmaul, Wilhelm Heinrich Erb e Friedrich Schultze.
Friedreich fu coinvolto nella creazione delle correlazioni patologiche, in particolare nella ricerca della distrofia muscolare, atassia spinale e tumori cerebrali. Egli e generalmente noto per "l'atassia di Friedreich", che fu identificata nel 1863. Si tratta di una malattia causata da un'anomalia genetica che comporta nel tempo un danno progressivo del sistema nervoso.

## Eponimi
- "La malattia di Friedreich" o sindrome (paramyoclonus multiplex) di Friedreich: è una malattia ereditaria caratterizzata da brevi, improvvise contrazioni muscolari nei muscoli prossimali delle estremità.
- "Piede di Friedreich" o piede cavo: archi anormalmente alti nei piedi.
- "Il segno di Friedreich": il collasso delle vene cervicali che dilatate durante il diastole (rilassamento del cuore), ed è causata da un pericardio aderente.
- "Il cambiamento del suono di Friedreich": termine per la differenza di tensione nella parete cava durante l'espirazione e inspirazione.
- "Malattia Friedreich-Auerbach": l'ipertrofia della lingua, delle orecchie e del viso. Chiamato insieme con l'anatomista Leopold Auerbach.
- "Sindrome Friedreich-Erb-Arnold": una sindrome caratterizzata da una crescita eccessiva del cuoio capelluto (cutis verticis gyrata). Chiamata così per via di  Wilhelm Erb e Julius Arnold (1835-1915).

## Pubblicazioni principali
- Beiträge zur Lehre von den Geschwülsten innerhalb der Schädelhöhle. Habilitation thesis, 1853.
- Ein neuer Fall von Leukämie. In Virchow's Archiv für pathologische Anatomie und Physiologie und für klinische Medicin, Berlin, 1857, 12: 37-58.
- Die Krankheiten der Nase, des Kehlkopfes, der Trachea, der Schild- und Thymusdrüse. In Virchow’s Handbuch der speciellen Pathologie und Therapie. 1858.
- Ein Beitrag zur Pathologie der Trichinenkrankheit beim Menschen. In Virchow's Archiv für pathologische Anatomie und Physiologie und für klinische Medicin, Berlin, 1862, 25: 399-413.
- Die Krankheiten des Herzens. In Virchow’s Handbuch der speciellen Pathologie und Therapie. Erlangen, 1854, 5, 1 Abt, 385-530. 2nd edition, Erlangen, F. Enke, 1867.
- Ueber degenerative Atrophie der spinalen Hinterstränge In Virchow's Archiv für pathologische Anatomie und Physiologie und für klinische Medicin, Berlin, (A) 26: 391, 433; 1863. (On degenerative atrophy of the spinal dorsal columns).
- Ueber Ataxie mit besonderer berücksichtigung der hereditären Formen. In Virchow's Archiv für pathologische Anatomie und Physiologie und für klinische Medicin, Berlin, 1863.
- Die Heidelberger Baracken für Krigesepidemien während des Feldzuges 1870 und 1871, Heidelberg, 1871.
- Ueber progressive Muskelatrophie, über wahre und falsche Muskelatrophie, Berlin, 1873.
- Der acute Milztumor und seine Beziehungen zu den acuten Infektionskrankheiten. In Volkmann’s Sammlung klinischer Vorträge, Leipzig, 1874.
- Paramyoklonus multiplex. In Virchow's Archiv für pathologische Anatomie und Physiologie, und für klinische Medicin, Berlin, 1881, 86: 421-430.